# Holocryptis melanosticta
Holocryptis melanosticta là một loài bướm đêm trong họ Noctuidae.